# (2923) Schuyler
Pour les articles homonymes, voir Schuyler.
(2923) Schuyler est un astéroïde de la ceinture principale.

## Description
(2923) Schuyler est un astéroïde de la ceinture principale. Il fut découvert le 22 février 1977 à Harvard par l'Observatoire de l'université Harvard. Il présente une orbite caractérisée par un demi-grand axe de 2,45 UA, une excentricité de 0,13 et une inclinaison de 2,9° par rapport à l'écliptique.

## Compléments